# Bleicher Schöterich
Der Bleiche Schöterich (Erysimum crepidifolium), auch als Gänsesterbe oder Pippaublättriger Schöterich bezeichnet, ist eine Pflanzenart aus der Gattung Schöteriche (Erysimum) innerhalb der Familie der Kreuzblütengewächse (Brassicaceae).

## Beschreibung

### Vegetative Merkmale
Der Bleiche Schöterich ist eine zweijährige krautige Pflanze, die meist Wuchshöhen von 15 bis 60 Zentimetern erreicht. Der Stängel ist aufrecht.
Die Laubblätter sind wechselständig am Stängel angeordnet. Die einfache Blattspreite ist ganzrandig bis buchtig gezähnt und vorwiegend mit zweistrahligen (kompassnadelförmigen) Sternhaaren besetzt. 

### Generative Merkmale
Die Blütezeit des Bleichen Schöterichs erstreckt sich vorwiegend über die Monate April bis Juli, seltener können aber auch noch Pflanzenexemplare bis in den Herbst hinein blühen.
Die geruchlosen, zwittrigen und vierzähligen Blüten bei einer Länge von 9 bis 15 Millimetern ziemlich groß und vierzählig. Die vier Kronblätter sind von hell schwefelgelber Farbe. Es sind sechs Staubblätter vorhanden. Der Griffel endet in einer kopfigen Narbe.  
Der Fruchtstiel ist 3 bis 5 Millimeter lang. Die grau-grünlich gefärbten Schoten sind 20 bis 70 Millimeter lang und stumpf vierkantig.
Die Chromosomenzahl beträgt 2n = 14.

### Verwechslungsmöglichkeiten
Der Bleiche Schöterich kann vor allem mit dem Steifen Schöterich (Erysimum hieraciifolium) sowie mit dem Harten Schöterich (Erysimum marschallianum) verwechselt werden. Von diesen unterscheidet er sich insbesondere durch das Indument.

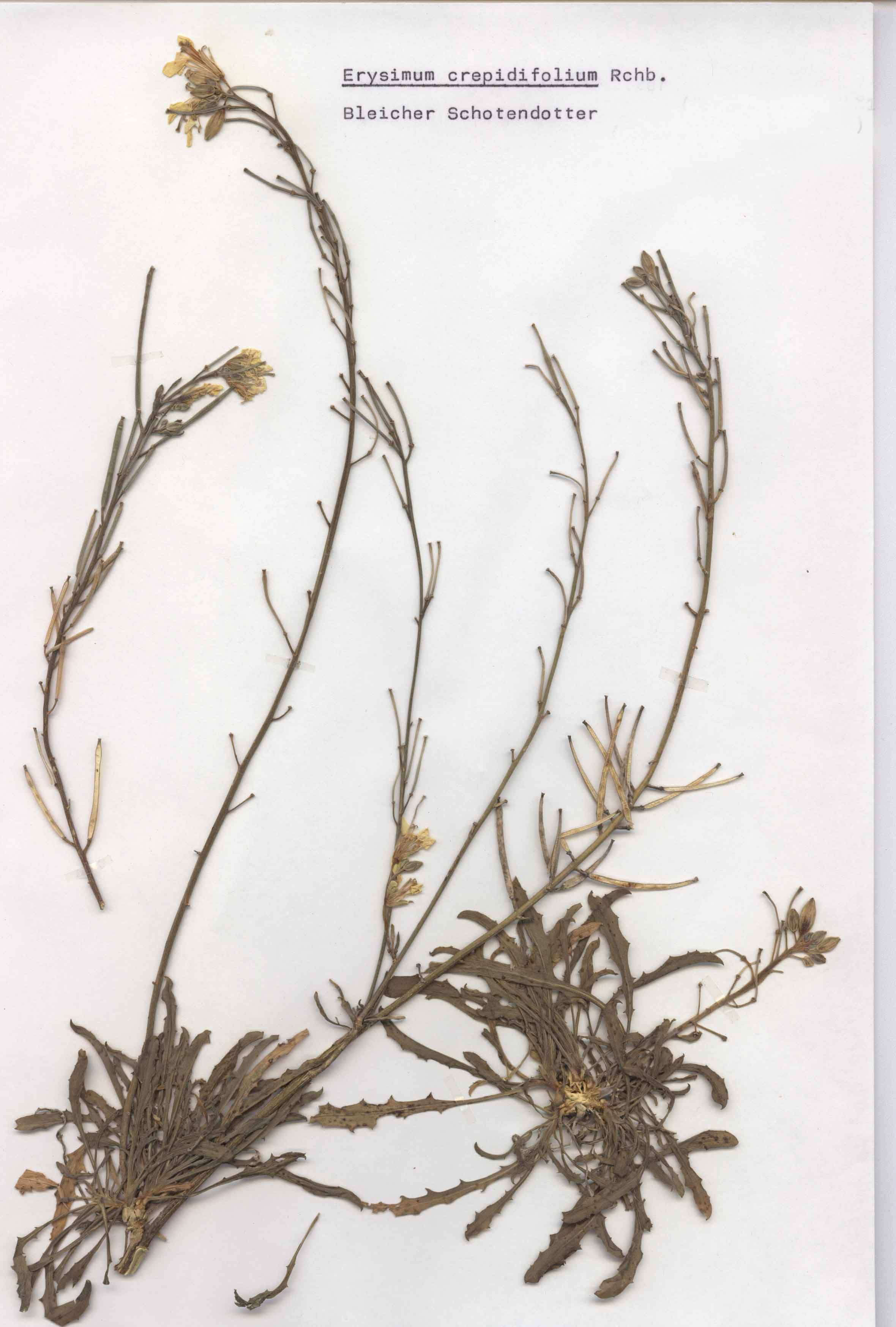
Herbarbeleg Bitte nicht selbst Pflanzenmaterial aus Naturbeständen für das Anlegen eines Herbars entnehmen!

## Vorkommen
Der Bleiche Schöterich kommt vom Balkan bis Süd- und Mitteldeutschland vor. Es gibt Fundangaben von Deutschland, Tschechien, der Slowakei, Ungarn und Kroatien. In Rumänien ist er ein Neophyt.
In Deutschland ist der Bleiche Schöterich recht selten. Häufiger findet man ihn im mittleren Saale- und Nahetal. Fundorte gibt es auch noch in Nordbayern und in Südwestdeutschland. Der Bleiche Schöterich fehlt in der Schweiz und in Österreich.
Der Bleiche Schöterich wächst in Trockenrasengesellschaften. Sie bevorzugt warme Stein- und Felsböden (Kalk, Dolomit, Porphyr, Phonolith). Sie ist in Mitteleuropa lokal eine Charakterart des Diantho-Festucetum aus dem Verband der Seslerio-Festucion-Verbandes. Sie kommt aber auch in lückigen Festuco-Brometea-Gesellschaften oder halbruderal in Agropyretalia-Gesellschaften vor.

## Taxonomie
Die Erstbeschreibung von Erysimum crepidifolium erfolgte 1823 durch Heinrich Gustav Reichenbach Iconographia Botanica seu Plantae Criticae, 1, S. 8. Ein Synonym für Erysimum crepidifolium Rchb. ist Erysimum banaticum Nyár.

## Giftigkeit und Inhaltsstoffe
Der Bleiche Schöterich ist in allen Pflanzenteilen, besonders aber in den Samen stark giftig. Hauptwirkstoffe in den Samen sind mindestens 20 Cardenolidglykoside (3,5 %). Das Hauptglykosid ist Erysimosid (circa 2,3 %), aus dem durch Abspaltung der Glukose das Sekundärglykosid Helveticosid (0,5–1,2 %) entsteht. Der höchste Gehalt an Erysimosid und Halveticosid liegt zur Reifezeit und während der Trocknung vor.
Vergiftungserscheinungen beim Menschen traten bisher noch nicht auf, während Massensterben von Gänsen bekannt wurden. Gefährdet sind auch Kaninchen; für Hühner soll die Pflanze aber nicht giftig sein. Das Fressen der Pflanzen durch Gänse (daher der Name „Gänsesterbe“) oder Kleinsäuger führt schnell zu Muskellähmungen, woran die Tiere schließlich sterben.